# Barbara Blida
Barbara Blida, née Barbara Maria Szwajnoch le 3 décembre 1949 à Siemianowice Śląskie, Pologne et morte dans cette ville le 25 avril 2007 , est une femme politique polonaise, membre de l'Alliance de la gauche démocratique.

## Carrière politique
Elle est parlementaire au Sejm de 1989 à 2005. Elle est du 26 octobre 1993 au 31 décembre 1996, ministre de la Construction et de l’Aménagement urbain dans les gouvernements de Waldemar Pawlak, de Józef Oleksy et de Włodzimierz Cimoszewicz. Elle occupe le poste de ministre du Logement et du Développement du 31 décembre 1996 au 17 octobre 1997.

## Enquête puis suicide
Barbara Blida figure parmi des personnes faisant l’objet d’une enquête sur des pots-de-vin impliquant des fonctionnaires publics. Elle met fin à ses jours lors d’une perquisition à son domicile de Siemianowice Śląskie par l'Agence de la sécurité intérieure. Lors de la perquisition, elle demande à se rendre à la salle de bain. Se trouvant seule dans la pièce, l’ancienne ministre sort un revolver et se tire une balle en pleine poitrine. Malgré les soins prodigués sur place, elle décède.